# Robert Goddard (wynalazca)

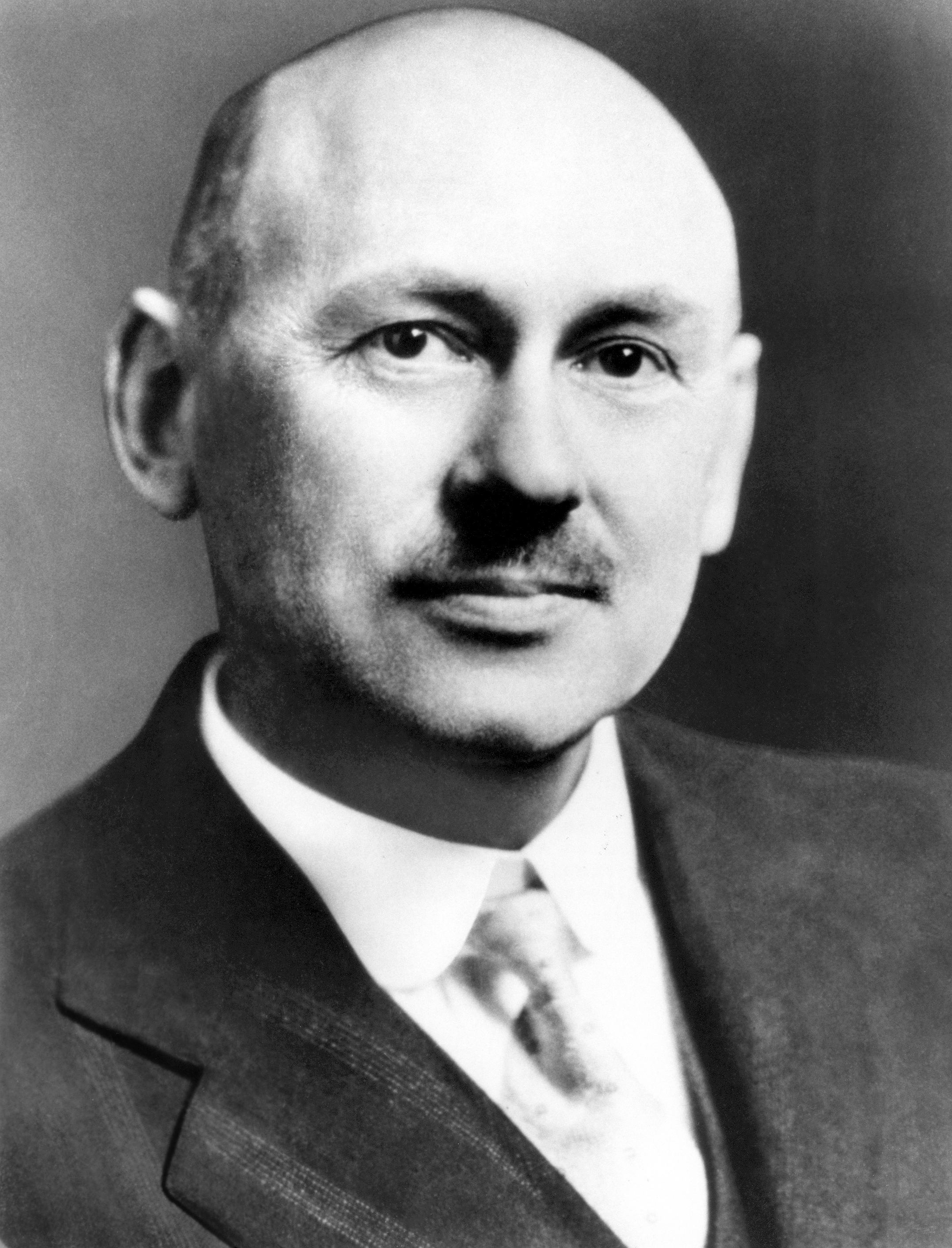
Robert Goddard

Robert Hutchings Goddard (ur. 1882, zm. 1945) – amerykański konstruktor i wynalazca lotniczy, pionier techniki rakietowej i astronautyki. W latach 1919-43 był profesorem uniwersytetu Clarka w Worcester. Uzyskał 214 patentów za opracowania z dziedziny techniki rakietowej. Zbudował pierwszą w historii rakietę na paliwo ciekłe. W 1926 roku odbył się udany start tej rakiety. Szczytowym osiągnięciem Goddarda była budowa rakiety, która w 1941 r. na poligonie w stanie Nowy Meksyk osiągnęła wysokość 3000 m. Goddard doszedł do rozwiązań analogicznych do wprowadzonych później przez Niemców w rakiecie V-2; stosował on sterowanie żyroskopowe, baterie silników, turbinowe pompy paliwa, kardanowe zawieszenie części tylnej pozwalające na sterowanie, „pokładowe“ instrumenty pomiarowe i badawcze. W 1919 roku opublikował pracę pt. Metody zdobywania wielkich wysokości.